# Pachystigmus facialis
Pachystigmus facialis är en stekelart som först beskrevs av Forster 1862.  Pachystigmus facialis ingår i släktet Pachystigmus och familjen bracksteklar. Inga underarter finns listade i Catalogue of Life.